# 喜雅
喜雅（英語：Heya Green），是位於香港九龍長沙灣保安道18號的小型私人屋苑，共設2座物業（於基層上），共327個住宅單位，當中以2房及3房戶為主，建築面積567－777平方英尺，屋苑設有私人會所如游泳池及健身室等，另設少量特色戶。喜雅本身為市區重建局的重建項目，由香港房屋協會發展及管理的私人屋苑，劉榮廣伍振民建築師事務所設計，承建商為華潤營造，於2013年12月竣工，並於2014年3月1日開始入伙。

## 歷史
喜雅本身為土地發展公司的「保安道/懷惠道重建項目」，編號K19，代表九龍區第19個項目。然而當年土發公司因長年虧損而未有足夠資金展開項目。直到2002年12月，土發公司的後繼機構市區重建局與房協簽署合作備忘錄，接手市建局七個重建項目，兩個位於筲箕灣外，五個位於長沙灣，其中喜雅就是長沙灣五個項目中首個啟動的項目，其餘包括喜韻（HEYA STAR）、喜盈（HEYA DELIGHT）、喜漾（HEYA AQUA）、喜薈（HEYA CRYSTAL）。
2003年7月，香港房屋協會宣佈展開項目，涉及19幢唐樓，收購成本約為2億8000萬元，當時計畫於5至6年後建成，而項目佔地2,436平方米，興建327個住宅單位及超過3,500平方米的零售商舖，並提供2,200平方米的政府、團體及社區設施。
最終在2012年才開售，並命名為「喜雅」，結果房协公布累收3,109份认购申请表，成为近10年收票最高的新盘。2012年開售時，平均開售呎價貴過同區西九四小龍二手平均呎價。